# Les Forcenés
Pour plus de détails, voir Fiche technique et Distribution.
Les Forcenés (Gli uomini dal passo pesante) est un film italien d'Albert Band et Mario Sequi sorti en 1965.

## Synopsis
Au Texas, en 1865, Lon Cordeen rentre dans sa famille après avoir servi à la Guerre de Sécession. Une fois sur place, il découvre que les siens ont bien changé...

## Fiche technique
- Titre original : Gli uomini dal passo pesante
- Réalisation : Albert Band et Mario Sequi (sous le nom d'« Anthony Wileys »)
- Scénario : Alfredo Antonini et Ugo Liberatore d'après le roman de Will Cook
- Directeur de la photographie : Alvaro Mancori
- Montage : Maurizio Lucidi
- Musique : Angelo Francesco Lavagnino
- Costumes : Sergio Selli
- Production : Albert Band
- Genre : Western spaghetti
- Pays :  Italie
- Durée : 105 minutes
- Date de sortie :
  -  Italie : 31 décembre 1965
  -  France : 3 avril 1968
- Affiche : Jean Mascii (France)

## Distribution
- Gordon Scott (VF : Jean-Claude Michel) : Lon Cordeen
- Joseph Cotten (VF : Georges Aminel) : Temple Cordeen
- Muriel Franklin : Alice Cordeen
- James Mitchum (VF : Jacques Deschamps) : Hoby Cordeen
- Ilaria Occhini (VF : Jacqueline Porel) : Edith Wickett
- Frank Nero (VF : Hubert Noël) : Charley Gavey
- Franco Balducci (VF : Pierre Marteville) : Pete Wiley
- Silla Bettini : Hogan
- Carroll Brown (VF : Lita Recio) : la femme de Temple
- Aldo Cecconi (VF : Louis Arbessier) : Jim Hennessy
- Emil Jordan (VF : Georges Hubert) : Fred Wickett
- Georges Lycan (VF : Jean Violette) : Longfellow Wiley
- Dario Michaelis : Bert Cordeen
- Edith Peters : Emma
- Romano Puppo : Paine Cordeen
- Dino Desmond (VF : René Bériard) : Caleb, le shérif